# 关扎泰
关扎泰（義大利語：Guanzate），是意大利科莫省的一个市镇。总面积6.9平方公里，人口5640人，人口密度817.4人/平方公里（2009年）。ISTAT代码为013114。